# Hulda Pedersen
Hulda Pedersen, född 1875, död 1961, var en dansk lärare och kvinnosakspolitiker.
Hon studerade vid N. Zahles Seminarium, arbetade vid Elise Smiths Skole i Århus 1900-1908 och Christiansgades Borgerskole 1908-1942. 
Hon var medgrundare av Købstadslærerindernes Valgforbund 1916 och ordförande 1924-1942. Hon var medlem i Kvindevalgretsforeningen i Århus, och Landsforbundet for Kvinders Valgret. Hon var ordförande för Dansk Kvindesamfund (DK) i Århus 1917-1931.